# William Bellairs
William Bellairs (Mulbarton, 28 agosto 1828 – Clevedon, 24 luglio 1913) è stato un militare e politico britannico.

## Biografia
Era il iglio minore di sir William Bellairs, di Mulbarton, nel Norfolk, che aveva prestato servizio nel 15° ussari nella guerra peninsulare ed a Waterloo. Lo stesso William jr. entrò nel 49º fanteria come alfiere l'8 maggio 1846, divenendo capitano nel 1854. Prestò servizio durante la guerra di Crimea, prendendo parte alle battaglie di Alma e di Inkerman, ed all'assedio di Sebastopoli. Si distinse in particolare nel corso dello scontro di Inkerman. Dal dicembre 1854, sino alla chiusura della campagna militare servì nella 2ª divisione e in seguito fu promosso maggioresuccessivamente assieme ad altri onori internazionali e nazionali.
Prestò servizio in vari incarichi nelle Indie occidentali, in Irlanda, in Canada ed a Gibilterra, venendo promosso tenente colonnello nel dicembre del 1865 e colonnello nell'agosto del 1873. Nel maggio del 1877 venne inviato verso il capo di Buona Speranza dove prese parte alle guerre Xhosa del 1877–78, comandando le forze combinate alla frontiera orientale della Colonia del Capo dal dicembre del 1877 al marzo del 1878. Menzionato più volte nei dispacci, divenne compagno dell'Ordine del Bagno come ricompensa per il servizio lodevole reso.
Partecipò alle spedizioni contro gli Zulu di lord Chelmsford e poi di lord Wolseley ad Ulundi. Venne ripetutamente menzionato nei dispacci e venne infine creato cavaliere commendatore dell'Ordine dei Santi Michele e Giorgio.
Prestò quindi servizio come comandante militare ed amministratore civile nella Colonia del Natal.
Venne promosso maggiore generale nel settembre del 1884, e si ritirò dal servizio attivo col rango di tenente generale nel dicembre del 1887. Nominato colonnello degli Sherwood Foresters il 19 luglio 1902, e trasferito poi al suo vecchio reggimento, l'attuale Royal Berkshire Regiment, il 9 giugno 1905.